# Other Voices
Other Voices (en español: «Otras voces») es el séptimo álbum de estudio de la banda de rock The Doors, publicado el 18 de octubre de 1971 por Elektra Records. Es el primer álbum sin la presencia del líder y cantante Jim Morrison tras su fallecimiento el 3 de julio de 1971 por sobredosis.

## Historia
Las sesiones de grabación del disco comenzaron mientras Morrison se encontraba en Francia. La canción Down on the Farm habría sido ya escrita en el momento de la  edición del disco anterior (L. A. Woman), pero el cantante no quiso incluirla por razones desconocidas. Según las declaraciones del teclista Ray Manzarek, incluso algunas de las canciones ya se habían ensayado con Morrison antes de que se fuera, sin llegar a ser grabadas. 
Los restantes tres miembros de la banda decidieron seguir adelante con este proyecto y se reagruparon para lanzarlo en octubre de 1971, apenas tres meses después de la repentina y desconcertante muerte de su líder.
Manzarek y el guitarrista Robby Krieger ocuparon el lugar de Morrison como cantante principal. Sin embargo, este álbum obtuvo una recepción modesta por parte del público, lo mismo que le ocurrió al siguiente ( Full Circle de 1972). De hecho, ninguna de sus canciones se ha incluido en recopilaciones de éxitos posteriores.
Únicamente se extrajeron dos sencillos: Tightrope Ride (N.º 71 en Billboard Hot 100)  y  Ships with Sails.
Fue editado en formato de CD de manera muy limitada en Europa, y actualmente es muy difícil de conseguir, aunque está disponible para descargar en iTunes.

## Lista de canciones
Todas las canciones compuestas por The Doors (Robby Krieger, John Densmore y Ray Manzarek).

#### Lado A
1. "In the Eye of the Sun" – 4:48
2. "Variety Is the Spice of Life" – 2:50
3. "Ships with Sails" – 7:38
4. "Tightrope Ride" – 4:15

#### Lado B
1. "Down on the Farm" – 4:15
2. "I'm Horny, I'm Stoned" – 3:55
3. "Wandering Musician" – 6:25
4. "Hang on to Your Life" – 5:36

## Integrantes y personal
Miembros de la banda
- Robby Krieger - Guitarra, voz.
- Ray Manzarek - Teclados, voz.
- John Densmore - Batería

Músicos invitados y de estudio
- Jack Conrad – Bajo en "In the Eye of the Sun", "Variety Is the Spice of Life" y "Tightrope Ride".
- Jerry Scheff – Bajo en "Down On The Farm", "I'm Horny, I'm Stoned" y "Wandering Musician".
- Wolfgang Melz – Bajo en "Hang on to Your Life".
- Ray Neapolitan – Bajo en "Ships w/ Sails".
- Willie Ruff – Contrabajo en "Ships w/ Sails".
- Francisco Aguabella – Percusión en "Ships w/ Sails" y "Hang on to Your Life".
- Emil Richards – Marimba en "Down on the Farm".